# エンドサイトーシス

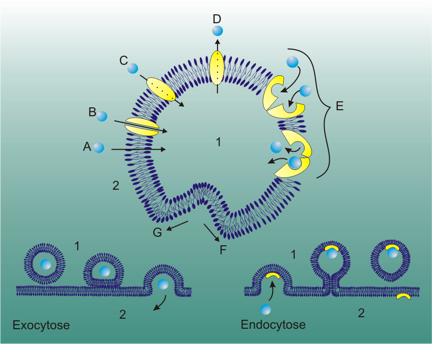
エキソサイトーシス（開口分泌）とエンドサイトーシス（飲食作用）の模式図

様々な種類のエンドサイトーシス

エンドサイトーシス（英: endocytosis）または飲食作用（いんしょくさよう) とは、細胞が細胞外の物質を取り込む過程の1つ。細胞に必要な物質のあるものは極性を持ちかつ大きな分子であるため、疎水性の物質から成る細胞膜を通り抜ける事ができない、このためエンドサイトーシスにより細胞内に輸送される。これとは逆に、細胞膜の一部から細胞外へ小胞を形成する現象はエキソサイトーシスと呼ばれる。エンドサイトーシスは、取り込む物質の種類やその機構の違いから、食作用（しょくさよう、phagocytosis）と、飲作用（いんさよう、pinocytosis）とに大別される。

## エンドサイトーシスの過程
タンパク質のような大きな細胞外物質（リガンド）が細胞膜上の受容体（レセプター）に結合することにより始まる。この受容体は多くの場合細胞膜表面のクラスリンタンパク質に関連づけられている。このクラスリンは細胞膜表面を覆い窪みを形作っている。受容体がリガンドと結合するとクラスリンに覆われた穴は深くなり細胞質の中に陥入、被覆小胞となる。細胞膜から離れた被覆小胞はすぐにクラスリンを脱離させ、初期エンドソームに融合する。初期エンドソーム内部はリソソーム同様にプロトンポンプの作用によって酸性に保たれている。ここで被覆小胞の膜内側に結合している受容体蛋白質の多くは再利用されるために細胞膜へと回帰する経路に乗る。一方受容体に結合してエンドソーム内腔に取り込まれたリガンドは、酸性条件下で受容体のコンフォメーションが変化するに伴い乖離する。この際残りのタンパク質、その他膜構成物質等も遊離し、大半は再利用され再び細胞膜の形成に関わる。
エンドソームは後期エンドソームに成熟した後、リソソームと結合したりゴルジ体からの小胞と合体し、取り込まれたリガンドの消化などが行われる。

## 食作用
食作用（ファゴサイトーシス）とは、死んだ細胞やバクテリアの様な大きな対象を細胞が取り込む過程のことで、大きな小胞に対象を封じ込める。この小胞はそのままリソソームと合体し、物質を加水分解酵素により消化する。消化後は細胞質に放出される。
白血球のうち、好中球、単球、マクロファージは、食細胞とも呼ばれ、特にこの食作用が発達している。一般に食作用と呼ぶ場合には、これらの食細胞が細菌やウイルスなどの病原微生物や異物を分解し、排除するための機構のことを指すことが多く、免疫システムの重要な一端を担った、生体の恒常性維持機能の一つだと考えられている。
食細胞が食作用によって取り込むには、その対象を異物として認識する必要がある。この認識には、(1) 適度な大きさ（数µm程度）であること、(2) 表面が正に荷電しているか、あるいは疎水性であること、などが条件となっているが、その条件は抗体などによる選択的な認識に比べて極めて緩く、むしろ非選択的であると言える。このため食作用は、体内に侵入した異物をある程度、非選択的に排除することが可能であり、免疫による生体防御の最初の関門として機能している。

## 飲作用
飲作用（ピノサイトーシス）は細胞外液を取り込むエンドサイトーシスのことで、細胞外液を満たした小胞（エンドソーム）を形成する。食作用とは異なり、食細胞以外の細胞でも発達した機構の一つであり、細胞外液を細胞質に取り込むことで、細胞に必要な水溶性の栄養分を取り込む、細胞の生存に必須の機構だと考えられている。ピノサイトーシスは全ての細胞で行われている取り込み機構でありクラスリン介在性エンドサイトーシス、カベオラ介在性エンドサイトーシス、マクロピノサイトーシスが知られている。クラスリン介在性エンドサイトーシスはファゴサイトーシスと同様に取り込んだ物質を分解することを主な働きとする経路である。エンドソームはリソソームによる分解を受ける。カベオラ介在性エンドサイトーシスはカベオラと呼ばれる丸フラスコ様の窪みから物質を取り込み、カベオソームにより物質輸送がおこわなれる。カベオソームは通常のエンドソームとは異なり、pHの低下は起こらず中性を示し、リソソームによる分解は誘導されない。マクロピノサイトーシスは大量の液体を細胞内に取り込む機構である。マクロピノソームの大きさは0.2～10μmと広い範囲にわたり、その大きさや形は取り込む物質に依存しない。マクロピノソームは必ずしもリソソームとは融合せず、他のエンドソームとくらべても中身が漏出しやすい。

## 病原体とエンドサイトーシス
エンドサイトーシスのうち特に食作用は、本来は、体内に侵入した細菌などの病原微生物を排除するための、重要な生体防御機構である。感染の初期に、侵入した微生物を好中球やマクロファージが貪食することで、病原体が排除される。またマクロファージは、貪食して細胞内で分解した異物の断片を細胞表面に提示（抗原提示）し、それをヘルパーT細胞が認識することにより、その抗原（異物断片）に特異的な抗体の産生を促進するという、抗原提示細胞としての役割を担っており、感染初期だけでなく、もっと多くの病原体が侵入したときにも対処できるように、より高度な免疫システムへの情報の橋渡しを行っている。
一方、病原体にとっては、食作用によって排除されると不利益であるので、食作用から逃れるさまざまな機構を発達させた病原体が多く存在する。たとえば、一部の病原細菌には、莢膜や粘液層と呼ばれる、多糖類やペプチドなどの分泌物からなる層で自分自身を包んでいるものが存在し、この構造により食細胞による貪食を回避している。このことは病原体の生存にとって有利に働き、ヒトなどの宿主にとってはこのような貪食回避機構を持つ病原体は病毒性の強いものとなり、医学上問題になることが多い。
またウイルスなどの偏性細胞内寄生体や、宿主細胞内に寄生する一部の細菌（細胞内寄生体：赤痢菌、サルモネラ、結核菌など）は、その増殖の場となる細胞内部に侵入する際に、エンドサイトーシスを利用することが知られている。
ウイルスに関しては、アデノウイルスなどのエンベロープを持たないウイルスは一般に細胞に侵入する機構としてエンドサイトーシスを利用する場合が多い。また、エンベロープを持つウイルスでもインフルエンザウイルスなどは、エンドサイトーシスによる細胞内侵入を行う。
細菌に関しては、ほとんどの細菌にとっては食細胞に取り込まれることは、その後にリソソームの働きによって殺菌されることにつながるが、一部の細菌ではエンドソーム膜を溶かして細胞質に逃れたり、エンドソームの性質を変化させてリソソームとの結合を阻害したり、リソソーム中の活性酸素に抵抗性を示すなど、さまざまな手法により殺菌から逃れて、細胞内に侵入して感染する。これらの細胞内寄生性細菌には、むしろ積極的にエンドサイトーシスを引き起こすことで、マクロファージや上皮細胞などに取り込まれようとする機構を有するものも見られる。

## 植物とエンドサイトーシス
堅い細胞壁を持つ植物細胞でも、エンドサイトーシスが行われていて、それにより養分を吸収する場合がある。

### 養分としての有機質の取り込み
以前は、植物は分子構造の小さい無機質だけを取り込み、すべての有機物は植物の体内で合成されていると考えられていた。分子の大きな有機物は、細胞壁と細胞膜を通って細胞内に入ることが不可能だと考えられていたからである。しかし、近年の研究では、植物もエンドサイトーシスにより、有機物を細胞内に直接取り込むことが確認されている。

### メカニズム
植物の細胞壁は、セルロースなどで構成された堅い構造を持つが、水溶性の物質を通すことが出来る。一部の有機物（例・ヘモグロビン）が、細胞壁を通って細胞膜に触れると、細胞膜に部分的に切れ込みが生じて、大きい分子を取り込めるようになる。細胞中に取り込まれた有機物は、酵素などの働きで分解されて養分となる。